# Saad Assis
Saad Assis, född 26 oktober 1979, är en Brasilienfödd futsalspelare som dock representerar Italiens herrlandslag i futsal. Saad Assis spelar för klubben Barcelona . Saad Assis har spelat två Världsmästerskapet i futsal (Fifa) 2008 och 2012. 